# Z-transform
Z-transformen används inom matematik och signalbehandling för att konvertera tidsdiskreta signaler (en sekvens av reella eller komplexa tal) till en komplexvärd representation i frekvensdomänen. Z-transformen är nära besläktad med fouriertransformen.
Z-transformen motsvaras i den tidskontinuerliga domänen av laplacetransformen.

## Definition
Z-transformen av en signal {\displaystyle x(n)} är funktionen {\displaystyle X(z)} och definieras som
{\displaystyle {\mathcal {Z}}(\{x(n)\})=X(z)=\sum _{n=-\infty }^{\infty }x(n)z^{-n}}
där {\displaystyle n} är ett heltal och {\displaystyle z} är ett komplext tal.
Om {\displaystyle x(n)} skall konverteras endast för icke-negativa värden av n, kan Z-transformens definition skrivas
{\displaystyle {\mathcal {Z}}(\{x(n)\})=X(z)=\sum _{n=0}^{\infty }x(n)z^{-n}}
Den senare kallas ibland för den enkelsidiga Z-transformen och den förra dubbelsidig. Inom signalbehandling används den enkelsidiga om signalen är kausal.

## Egenskaper
- Linearitet. Z-transformen av en linjärkombination av två signaler är lika med linjärkombinationen av de två individuella Z-transformerna:

{\displaystyle {\mathcal {Z}}(\{a_{1}x_{1}(n)+a_{2}x_{2}(n)\})=a_{1}{\mathcal {Z}}(\{x_{1}(n)\})+a_{2}{\mathcal {Z}}(\{x_{2}(n)\})}
- Tidsförskjutning av signalen med {\displaystyle k} steg är detsamma som att multiplicera Z-transformen(gäller endast för dubbelsidiga) med {\displaystyle z^{-k}}.

{\displaystyle {\mathcal {Z}}(\{x(n-k)\})=z^{-k}{\mathcal {Z}}(\{x(n)\})}
- Faltning. Z-transformen av faltningen av två sekvenser är produkten av de två individuella Z-transformerna.

{\displaystyle {\mathcal {Z}}(\{x(n)\}*\{y(n)\})={\mathcal {Z}}(\{x(n)\}){\mathcal {Z}}(\{y(n)\})}
- Derivering.

{\displaystyle {\mathcal {Z}}(\{nx(n)\})=-z{{d{\mathcal {Z}}(\{x(n)\})} \over dz}}
Den inversa Z-transformen kan beräknas som
{\displaystyle x(n)={\frac {1}{2\pi i}}\oint _{C}X(z)z^{n-1}\,dz}
där {\displaystyle C} är en sluten kurva kring origo som ligger innanför {\displaystyle X(z)}:s konvergensradie.
Den diskreta fouriertransformen är ett specialfall av Z-transformen med {\displaystyle z=e^{j\omega }}.

## Tillämpningar
Z-transformen kan användas för att lösa vissa differensekvationer. En differensekvation på formen
{\displaystyle \sum _{k=0}^{l}a_{k}x(n-k)=b}
där a1, ..., al, b är konstanter, kan, om man antar att Z-transformen av x är X, transformeras till
{\displaystyle \sum _{k=0}^{l}a_{k}z^{-k}X(z)={\frac {bz}{z-1}}}
som man sedan kan bryta ut X ur:
{\displaystyle X(z)={\frac {bz}{(z-1)\sum _{k=0}^{l}a_{k}z^{-k}}}.}
Detta uttryck kan sedan inverstransformeras medelst exempelvis partialbråksuppdelning och tabell eller residykalkyl för att erhålla x.